# Ammotrypane minuta
Ammotrypane minuta är en ringmaskart som beskrevs av Annenkova 1952. Ammotrypane minuta ingår i släktet Ammotrypane och familjen Opheliidae. Inga underarter finns listade i Catalogue of Life.